# 72 Minutes of Fame
72 Minutes Of Fame è il tredicesimo album del musicista tedesco C418 (Daniel Rosenfeld) pubblicato il 19 luglio 2011 in download digitale su Bandcamp.com e iTunes.

C418 descrive così sul suo sito l'album: 
(C418)

## Tracce
Tutti i brani sono composti, eseguiti e prodotti da Daniel Rosenfeld
1. Timelapse Kingom – 8:24
2. United Colors of Scrapyard – 7:56
3. Alive – 5:34
4. I Jike my Lob – 6:23
5. BD08 – 2:38
6. You Have to Cut the Dope – 8:33
7. Marketing Squander Versus the Little Man – 8:42
8. From the Window – 6:58
9. Along the Busiest of Roads – 5:11
10. Welcome Back to the Machine – 5:18
11. Stillbruch – 6:20

Durata totale: 71:57